# Bildungsoffensive für die digitale Wissensgesellschaft
Die Bildungsoffensive für die digitale Wissensgesellschaft ist eine vom Bundesministerium für Bildung und Forschung (BMBF) unter der Leitung von Johanna Wanka im Jahr 2016 veröffentlichte Strategie der Bundesregierung zur Umsetzung der mit der Digitalen Agenda 2014–2017 angestrebten Ziele im Bildungssystem. Die Projektgruppe Bildung und Forschung der Enquete-Kommission Internet und digitale Gesellschaft hatte dazu bereits Vorarbeit geleistet und im Jahr 2013 Handlungsempfehlungen zur Anpassung des deutschen Bildungssystems in der digital vernetzten Gesellschaft veröffentlicht. Gemäß der föderalen Kompetenzverteilung soll eine enge Abstimmung mit der von der Kultusministerkonferenz erarbeiteten Strategie Bildung in der digitalen Welt angestrebt werden.

## Handlungsfelder
- Ein DigitalPakt#D zwischen Bund und Ländern soll sicherstellen, dass für die digitale Schulbildung in ganz Deutschland mit einer leistungsfähigen digitalen Infrastruktur gleiche Voraussetzungen geschaffen werden. Dabei soll geprüft werden, inwieweit der Ansatz des „Bring your own device“ (BYOD) eine mögliche Variante des Zugangs zu digital gestützten Bildungsangeboten darstellen kann.
- Das Bildungssystem soll stärker auf digitale Kompetenzen und MINT-Fächer ausgerichtet werden, um auf die Qualifikationsanforderungen der digital geprägten Arbeitswelt vorzubereiten und um eine digitale Spaltung der Lernenden zu verhindern.
- Der Einsatz digitaler Bildungsmedien soll auf passgenauen didaktischen Konzepten basieren. Als wichtiges Instrument werden Open Educational Resources (OER) angesehen. Der Deutsche Bildungsserver des Leibniz-Institut für Bildungsforschung und Bildungsinformation hat eine Machbarkeitsstudie zum Aufbau und Betrieb von OER-Infrastrukturen in der Bildung durchgeführt. Empfohlen werden die Etablierung einer vernetzten OER-Infrastruktur von Repositorien und Referatorien sowie ein Metadaten-Austausch-Service.
- Das vom BMBF geförderte Hochschulforum Digitalisierung soll den durch digitale Bildung bedingten Wandel in den Kompetenzprofilen von Studierenden, Lehrenden und Mitarbeitern der Hochschulverwaltung analysieren.[8]
- Damit die Akteure aus dem Bildungs- und Wissenschaftsbereich die Potenziale der Digitalisierung besser nutzen können, soll Open Access, also der für Nutzer unentgeltliche, offene Zugang zu elektronisch verfügbaren wissenschaftlichen Publikationen, gefördert werden.
- Learning analytics soll genutzt werden, um Daten und Grundlagen für die empirische Bildungsforschung zu gewinnen.[9][10]
- Die Verwirklichung einer „auf die digitale Welt vorbereitenden Bildung“ soll sich in allen Handlungsfeldern auf den internationalen Austausch stützen.

## Stellungnahmen und Kritik
Die Ministerpräsidentin von Rheinland-Pfalz, Malu Dreyer, begrüßte die Bildungsoffensive, aber kritisierte, dass es nicht reicht, sich nur auf die digitale Infrastruktur zu konzentrieren.
Der Branchenverband Bitkom begrüßte die im Rahmen der Bildungsoffensive vorgestellten Maßnahmen.
Der Deutsche Volkshochschul-Verband kritisierte, dass sich die Ausgestaltung des Programms bisher nur auf Schule, Ausbildung und Hochschule konzentriert und appelliert an die Bundesregierung, ihrem ganzheitlichen Anspruch gerecht zu werden.
Der Rat der Weiterbildung fordert eine digitale Bildungsoffensive auch für die Weiterbildung.
Josef Kraus, der ehemalige Präsident des Deutschen Lehrerverbands, hält Medienmündigkeit, personalen Bezug im Lehrer-Schüler-Gespräch sowie fundierte pädagogische Konzepte für wichtiger als Soft- und Hardware.
Die Gesellschaft für Didaktik der Mathematik (GDM) sieht in der Bildungsoffensive eine Chance für den fachdidaktisch reflektierten Einsatz digitaler Werkzeuge im Mathematikunterricht.
Die Technische Universität Bergakademie Freiberg sieht die zentrale Botschaft der Bildungsoffensive darin, dass mit der Digitalisierung die Erwartungen an Bildungsträger, sich strategisch, organisatorisch und infrastrukturell neu aufzustellen, wachsen. Der Bund hat in den Auf- und Ausbau der digitalen Infrastruktur investiert und stellt damit gleichzeitig die Forderung, dass die Länder ihrerseits die Digitalisierung im Bildungssystem vorantreiben.